# Winnica (wzgórze)
Winnica – dawne wzgórze znajdujące się w miejscowości Jodłowa, w województwie podkarpackim, w powiecie dębickim, w gminie Jodłowa o wysokości 329 m n.p.m.
Ze wzgórzem związane są miejscowe legendy. Swoją nazwę ma zawdzięczać znajdującym się na nim klasztorowi w którym wyrabiano wino mszalne. Inne legendy wspominają o istnieniu w tym miejscu świątyni pogańskiej czy też starego zamku, który przeklęty zapadł się pod ziemię, a w jego miejsce pozostało jedynie źródełko.